# Камі-Коані

40°3′48″ пн. ш. 140°17′45″ сх. д. / 40.06333° пн. ш. 140.29583° сх. д.
Ка́мі-Коа́ні (яп. 上小阿仁村, かみこあにむら, МФА: [kamʲikoaɲi muɾa]) — село в Японії, в повіті Кадзуно префектури Акіта. Станом на 1 жовтня 2007 площа села становила 256,82 км². Станом на 1 липня 2008 населення села становило 2866 осіб.